# Formiguer riberenc
El formiguer riberenc (Cercomacroides fuscicauda) és una espècie d'ocell de la família dels tamnofílids (Thamnophilidae).

## Hàbitat i distribució
Habita el sotabosc de la selva pluvial a prop dels cursos fluvials de les terres baixes del sud de Colòmbia, est de l'Equador, est del Perú, nord de Bolívia i sud-oest del Brasil amazònic.